# Mariana Duque Mariño
Mariana Duque Mariño (Bogotà, 12 agosto 1989) è un'ex tennista colombiana.

## Biografia
Ha un fratello e due sorelle. Il suo coach è Alejandro Pedraza.

## Carriera
Mariana Duque Mariño debutta in un main-draw di un torneo dello Slam allo US Open 2008 da lucky-loser contro Tamarine Tanasugarn battendola in tre set. Al turno successivo viene eliminata dalla polacca Agnieszka Radwańska.
La tennista colombiana ha ottenuto il risultato più importante della sua carriera il 21 febbraio 2010, battendo in finale nel torneo WTA International di Bogotà la giocatrice tedesca Angelique Kerber.

## Statistiche

### Singolare

#### Vittorie (1)
| Legenda               |
| --------------------- |
| Grande Slam (0)       |
| Ori Olimpici (0)      |
| WTA Finals (0)        |
| WTA Elite Trophy (0)  |
| Premier Mandatory (0) |
| Premier 5 (0)         |
| Premier (0)           |
| International (1)     |

| N. | Data             | Torneo                  | Superficie  | Avversaria in finale | Punteggio |
| 1. | 21 febbraio 2010 | Copa Colsanitas, Bogotà | Terra rossa | Angelique Kerber     | 6-4, 6-3  |

#### Sconfitte (1)
| Legenda               |
| --------------------- |
| Grande Slam (0)       |
| Argenti Olimpici (0)  |
| WTA Finals (0)        |
| WTA Elite Trophy (0)  |
| Premier Mandatory (0) |
| Premier 5 (0)         |
| Premier (0)           |
| International (1)     |

| N. | Data           | Torneo                                  | Superficie  | Avversaria in finale | Punteggio |
| 1. | 21 maggio 2016 | Nürnberger Versicherungscup, Norimberga | Terra rossa | Kiki Bertens         | 2-6, 2-6  |

### Doppio

#### Vittorie (1)
| Legenda               |
| --------------------- |
| Grande Slam (0)       |
| Ori Olimpici (0)      |
| WTA Finals (0)        |
| WTA Elite Trophy (0)  |
| Premier Mandatory (0) |
| Premier 5 (0)         |
| Premier (0)           |
| International (1)     |

| N. | Data           | Torneo               | Superficie  | Compagna         | Avversarie in finale              | Punteggio        |
| 1. | 22 luglio 2012 | Swedish Open, Båstad | Terra rossa | Catalina Castaño | Eva Hrdinová Mervana Jugić-Salkić | 4-6, 7-5, [10-5] |

#### Sconfitte (3)
| Legenda               |
| --------------------- |
| Grande Slam (0)       |
| Argenti Olimpici (0)  |
| WTA Finals (0)        |
| WTA Elite Trophy (0)  |
| Premier Mandatory (0) |
| Premier 5 (0)         |
| Premier (0)           |
| International (3)     |

| N. | Data           | Torneo                                | Superficie  | Compagna             | Avversarie in finale                          | Punteggio   |
| 1. | 2 marzo 2013   | Abierto Mexicano Telcel, Acapulco     | Terra rossa | Catalina Castaño     | Lourdes Domínguez Lino Arantxa Parra Santonja | 4-6, 6(1)-7 |
| 2. | 4 marzo 2017   | Abierto Mexicano Telcel, Acapulco (2) | Cemento     | Verónica Cepede Royg | Darija Jurak Anastasija Rodionova             | 3-6, 2-6    |
| 3. | 15 aprile 2018 | Copa Colsanitas, Bogotà               | Terra rossa | Nadia Podoroska      | Dalila Jakupovič Irina Chromačëva             | 3-6, 4-6    |

## Circuito WTA 125

### Doppio

#### Vittorie (2)
| N. | Data             | Torneo                        | Superficie  | Compagna         | Avversarie in finale                   | Punteggio        |
| 1. | 17 febbraio 2013 | Copa Bionaire, Cali           | Terra rossa | Catalina Castaño | Florencia Molinero Teliana Pereira     | 3-6, 6-1, [10-5] |
| 2. | 10 giugno 2018   | Croatian Bol Ladies Open, Bol | Terra rossa | Wang Yafan       | Sílvia Soler Espinosa Barbora Štefková | 6-3, 7-5         |

## Grand Slam Junior

### Singolare

#### Sconfitte (1)
| Tornei del Grande Slam  |
| ----------------------- |
| Australian Open (0)     |
| Open di Francia (1)     |
| Torneo di Wimbledon (0) |
| US Open (0)             |

| N. | Data          | Torneo                  | Superficie  | Avversaria in finale | Punteggio     |
| 1. | 9 giugno 2007 | Open di Francia, Parigi | Terra rossa | Alizé Cornet         | 6-4, 1-6, 0-6 |

## Risultati in progressione
| Sigla | Risultato               |
| ----- | ----------------------- |
| V     | Vincitore               |
| F     | Finalista               |
| SF    | Semifinalista           |
| O     | Oro olimpico            |
| A     | Argento olimpico        |
| SF    | Bronzo olimpico         |
| QF    | Quarti di Finale        |
| 4T    | Quarto turno            |
| 3T    | Terzo turno             |
| 2T    | Secondo turno           |
| 1T    | Primo turno             |
| RR    | Round Robin             |
| LQ    | Turno di qualificazione |
| A     | Assente                 |
| ND    | Non disputato           |

| Legenda superfici    |
| -------------------- |
| Cemento              |
| Terra battuta        |
| Erba                 |
| Superficie variabile |

### Singolare
| Tornei del Grande Slam  |               |               |               |               |               |               |               |               |               |     |     |        |      |
| Australian Open         | A             | A             | 1T            | A             | Q1            | Q1            | Q1            | 1T            | Q1            | 1T  | 1T  | 0 / 4  | 0–4  |
| Open di Francia         | A             | A             | 2T            | 1T            | A             | Q1            | 2T            | Q1            | Q2            | 2T  |     | 0 / 4  | 3–4  |
| Wimbledon               | A             | A             | Q1            | 1T            | A             | Q1            | 2T            | Q1            | 2T            | 1T  |     | 0 / 4  | 2–4  |
| US Open                 | A             | 2T            | Q3            | Q1            | A             | A             | 1T            | Q2            | 3T            | 1T  |     | 0 / 4  | 3–4  |
| Vittorie-sconfitte      | 0–0           | 1–1           | 1–2           | 0–2           | 0–0           | 0–0           | 2–3           | 0–1           | 3-2           | 1-4 | 0–1 | 0 / 16 | 8–16 |
| Giochi olimpici         |               |               |               |               |               |               |               |               |               |     |     |        |      |
| Giochi olimpici estivi  | ND            | A             | Non disputati | Non disputati | Non disputati | 1T            | Non disputati | Non disputati | Non disputati | 1T  | ND  | 0 / 2  | 0–2  |
| Premier Mandatory       |               |               |               |               |               |               |               |               |               |     |     |        |      |
| BNP Paribas Open        | A             | A             | Q1            | A             | A             | A             | Q1            | Q1            | Q2            | 1T  | 2T  | 0 / 2  | 1–2  |
| Miami Masters           | A             | A             | 1T            | Q2            | A             | A             | A             | Q1            | Q1            | Q1  | Q2  | 0 / 1  | 0–1  |
| Madrid Masters          | Non disputato | Non disputato | 1T            | Q2            | Q1            | Q2            | A             | 1T            | 2T            | Q2  |     | 0 / 3  | 1–3  |
| China Open              | A             | A             | A             | A             | A             | A             | A             | A             | 2T            | A   |     | 0 / 1  | 1-1  |
| Vittorie-sconfitte      | 0–0           | 0–0           | 0–2           | 0–0           | 0–0           | 0–0           | 0–0           | 0–1           | 2-2           | 0–1 | 1–1 | 0 / 7  | 3–7  |
| Premier 5               |               |               |               |               |               |               |               |               |               |     |     |        |      |
| Internazionali d'Italia | A             | A             | 1T            | A             | A             | A             | Q1            | A             | A             | 2T  |     | 0 / 2  | 1–2  |
| Rogers Cup              | A             | A             | A             | Q1            | A             | A             | A             | A             | 1T            | 1T  |     | 0 / 2  | 0–2  |
| Cincinnati Masters      | A             | A             | A             | Q1            | A             | A             | Q1            | A             | Q2            | Q2  |     | 0 / 0  | 0–0  |
| Wuhan Open              | Non disputato | Non disputato | Non disputato | Non disputato | Non disputato | Non disputato | Non disputato | A             | 1T            | A   |     | 0 / 1  | 0–1  |
| Vittorie-sconfitte      | 0–0           | 0–0           | 0–1           | 0–0           | 0–0           | 0–0           | 0–0           | 0-0           | 0-2           | 1-2 | 0-0 | 0 / 5  | 1–5  |
| Ranking di fine anno    | 201           | 110           | 191           | 128           | 190           | 140           | 101           | 137           | 75            | 106 |     | 66     | 66   |